# U.S.A. (United State of Atlanta)
U.S.A. (United State of Atlanta) è il quinto disco registrato dagli Ying Yang.

## Tracce
1. "All Good Things (Intro)"
2. "Fuck The Ying Yang Twins"
3. "Long Time"  (featuring Anthony Hamilton)
4. "Live Again"  (featuring Adam Levine)
5. "We At War  (skit)"
6. "Ghetto Classics"
7. "The Courthouse  (skit)"
8. "23 Hr. Lock Down"  (featuring Bun B)
9. "Sex Therapy 101  (skit)"
10. "Wait (The Whisper Song)"
11. "Sex Therapy 102  (skit)"
12. "Pull My Hair"
13. "Sex Therapy 103  (skit)"
14. "Bedroom Boom" (featuring Avant)
15. "The Walk"  (featuring Da Muzicianz, Countrie Biggz, Homebwoi, BG)
16. "Hoes"  (featuring Jacki-O)
17. "Badd"  (featuring Mike Jones, Mr. Collipark)
18. "Put That Thang Down"  (featuring Teedra Moses)
19. "Shake"  (featuring Pitbull)
20. "My Brother's Keeper"  (featuring Anwar) (*)
21. "Dedication & Upcoming Events  (skit)"  (*)
22. "U.S.A."
23. "Wait [The Whisper Song] (Remix)  (featuring Busta Rhymes, Missy Elliott, Lil Scrappy, Free, & Mr. Collipark)

(*) non incluse in versione "chopped & screwed"